# Bulbophyllum nocturnum
Bulbophyllum nocturnum — вид однодольних квіткових рослин родини орхідні (Orchidaceae).

## Поширення
Рослина є ендеміком острова Нова Британія, що належить Папуа Нова Гвінея. Вид росте як епіфіт у тропічних лісах на заході острова на висоті 240—300 метрів (790—980 футів).

## Спосіб життя
Це єдиний відомий вид орхідей, що цвіте вночі. Її квітки розпускаються о десятій вечора і закриваються після сходу сонця (приблизно о десятій ранку).
Причому розпускаються квіти на одну ніч і відразу в'януть. Ширина квітки становить два сантиметри. Хто запилює нову орхідею, ще не відомо. Андре Шуїтман (Andre Schuiteman) з Королівських ботанічних садів в К'ю (Royal Botanic Gardens) вважає, що це можуть бути дрібні мушки. На таку версію опосередковано вказують тонкі придатки квітки, що нагадують плодові тіла деяких видів грибків, якими харчуються мухи.
Нічні орхідеї, ймовірно, мають запах, що не виявляється людьми, але привертає комах на відстані. А коли ті опиняються поруч, свою роль грає вже форма квітки.